# Федерация Арабских Республик
Федерация Арабских Республик (араб. اتحاد الجمهوريات العربية‎, иногда в литературе — Союз Арабских Республик) — конфедеративное государственное образование, формально существовавшее в 1972—1977 годах с участием Египта, Ливии и Сирии.

## Предпосылки создания ФАР
ФАР являлась одной из попыток создания единого арабского государства в рамках идеологии панарабизма. Идея создания общеарабского государства возникла давно, в разные времена существовали: Арабская Федерация Ирака и Иордании (в 1958 году), Объединённая Арабская Республика (союз Египта и Сирии в 1958—1961 годах), Объединённые Арабские Государства (конфедерация ОАР и Северного Йемена в 1958—1961 годах), Федерация Южной Аравии (в 1959—1967 годах, изначально называлась Федерацией Арабских Эмиратов Юга, которая в 1962 году была преобразована в ФЮА — союз Колонии Аден и большинства арабских государств Южного Йемена под британским протекторатом). Однако, единственное реально воплощённое в жизнь и существующее до сих пор объединение арабских государств — это Объединённые Арабские Эмираты (ОАЭ), государство существующее с 1971 года, причём Великобритания ещё с 1920-х годов планировала создать в составе эмиратов Договорного Омана, Катара и Бахрейна Федерацию Арабских Княжеств Персидского Залива, соглашение о намерении создать это государство под временным (до 1971 года) британским протекторатом было подписано в 1968 году, но по ряду причин так и не вступило в силу, лишь в 1971 году были созданы ОАЭ, но без Рас-эль-Хаймы (вошедшей в следующем году), Катара и Бахрейна.

## Переговоры по созданию ФАР

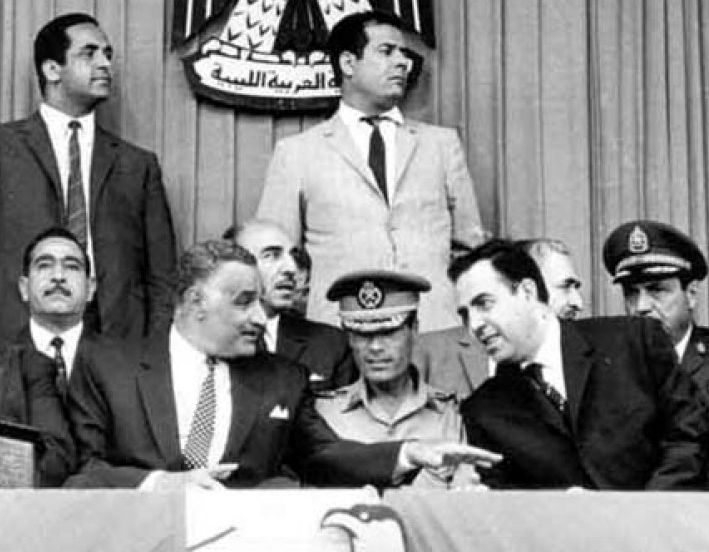
Лидеры Египта, Ливии и Сирии (Насер, Каддафи и аль-Атасси) на переговорах в Триполи (1969)

Основным вдохновителем идеи Федерации Арабских Республик (ФАР) стал руководитель Ливии Муаммар Каддафи, его поддерживал неформальный лидер Арабского мира, президент ОАР Гамаль Абдель Насер.
В 1969 году Каддафи предложил образовать ФАР в составе Египта, Ливии и Судана, а в 1970 году в эту федерацию попросилась и Сирия, в том же году лидеры Ливии, Египта и Сирии заключили Каирскую хартию, впервые продекларировавшую намерение создать Федерацию Арабских Республик, Судан пока не участвовал в дискуссии.
В 1970 году Насер скончался и его заменил Анвар Садат, имевший несколько иные взгляды на внешнюю политику Египта. А в 1971 году Судан заявил, что войдёт в ФАР позже, но пока останется в стороне от переговоров по её созданию.

## Создание ФАР
1 сентября 1971 года одновременно прошли референдумы в Ливии, Египте и Сирии, на которых жители подавляющим большинством голосов одобрили создание федерации. В итоге, 17 апреля 1971 года в одной из ливийских столиц — городе Бенгази египетским, сирийским и ливийским руководителями был подписан договор о создании Федерации Арабских Республик, однако о создании ФАР было объявлено лишь 2 августа 1971 года. С 1 января 1972 года федерация с едиными государственными флагом и гербом стала существовать официально.

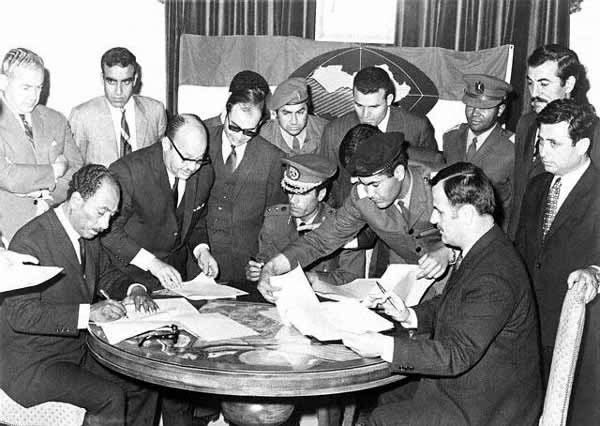
Анвар Садат (слева), Муаммар Каддафи (в центре) и Хафез Асад (справа) скрепляют печатью договор о создании ФАР, Бенгази, 1971 г.

Таким образом, ФАР (с едиными государственными флагом и гербом) была официально образована в составе трёх арабских государств: Арабской Республики Египет, Ливийской Арабской Республики и Сирийской Арабской Республики, кроме того, в неё был приглашён ещё и Ирак, который, впрочем, так никогда и не стал членом ФАР. В том же году Каддафи предложил создать союз ещё и между Ливией и Тунисом.

## Противоречия между участниками союза
В то же время, Египет и Ливия в 1972 году попытались создать между собой союз в пределах ФАР, но в 1973 году эта попытка потерпела крах. В начале 1970-х годов новый египетский президент Садат стал проводить антисоветскую внешнюю политику, сближая страну с Западом. Отношения Египта и Ливии в 1973—1974 годах стали настолько натянутыми, что в 1974 году Ливия фактически вышла из ФАР, сохранив лишь общий с ней государственный флаг, более того, в том же году лидеры Ливии и Туниса на острове Джерба достигли соглашения о намерении создать Арабскую Исламскую Республику в границах двух стран, но и этот союз ливийскому лидеру образовать не удалось. Новое ухудшение ливийско-египетских отношений в 1976 году сопровождалось обвинением Триполи со стороны официальных Каира, Туниса и Хартума в поддержке подпольных антиправительственных движений в этих странах. Ливийские власти в ответ обвинили Египет в аналогичном. Итогом конфликта стала скоротечная Египетско-ливийская война 1977 года.

## Упразднение ФАР
Тем временем, в 1976 году Египет и Сирия безуспешно попытались организовать между собой союз в составе ФАР, а в 1977 году Судан вернулся к идее вступления в существующую федерацию, но в рамках союза с египетско-сирийской федерацией. Однако федерация оказалась к тому времени полностью нежизнеспособной и прекратила своё существование 11 ноября 1977 года, после исторического визита Садата в Израиль, где он выступил перед Кнессетом в Иерусалиме, признав за еврейским государством, таким образом, право на существование. Тем самым, Египет — самая большая и сильная в военном отношении арабская страна — первой денонсировала провозглашённый в 1967 году в Хартумской резолюции принцип «трёх нет» — «нет» миру с Израилем, «нет» — признанию Израиля, «нет» — переговорам с Израилем. Большинство арабских стран в ответ разорвали дипломатические отношения с Египтом; также членство Египта в Лиге арабских государств было заморожено на 10 лет.

## Единое государство Ливии и Чада
Ливийский лидер Каддафи в 1980 году попытался создать единое государство с соседним Чадом, но, формально объявленное, оно фактически не приобрело каких-либо реальных очертаний и в 1982 году также исчезло. Флаг ФАР оставался государственным флагом Сирии — до 1980 года, Египта — до 1984 года, однако Ливия отказалась от него, заменив на флаг ливийской «зелёной революции» в день официального роспуска ФАР в 1977 году.